# Synchlora rubivora
Synchlora rubivora là một loài bướm đêm trong họ Geometridae.